# Aconitum chilienshanicum
Aconitum chilienshanicum är en ranunkelväxtart som beskrevs av Wen Tsai Wang. Aconitum chilienshanicum ingår i släktet stormhattar, och familjen ranunkelväxter. Inga underarter finns listade i Catalogue of Life.